# Záborské
Záborské (in ungherese Harság) è un comune della Slovacchia facente parte del distretto di Prešov, nella regione omonima.